# Olivia Bent-Cole
Pour les articles homonymes, voir Bent-Cole.
Olivia Bent-Cole née le 15 juin 2005, est une joueuse américaine de hockey sur gazon.

## Carrière
Elle a fait ses débuts en équipe première le 26 mars 2022 contre l'Allemagne à Mönchengladbach lors de la Ligue professionnelle 2021-2022.